# Giorgio Ajazzone
Giorgio Ajazzone (Genova, 1º maggio 1954 – Savona, 9 febbraio 2025) è stato un dirigente sportivo italiano, Team Manager per 40 anni facente parte dell'organigramma della Sampdoria.

## Carriera
Assunto nella società blucerchiata nel 1979, con l'arrivo alla presidenza di Paolo Mantovani, ricoprendo ruoli amministrativi, prende parte al periodo più vincente della storia della Società genovese, coronato con la vittoria Coppa delle Coppe 1989-1990,  lo scudetto della stagione 1990-1991, la finale di Coppa dei Campioni della stagione 1991-1992 persa con il Barcellona e 4 Coppa Italia.
Viene promosso al ruolo di Team Manager nel 1997, rimanendo in carica in tale ruolo per le successive stagioni con le presidenze di Riccardo Garrone, Edoardo Garrone e Massimo Ferrero, fino al termine della stagione 2016-2017.
Si è spento il 9 febbraio 2025 dopo una breve malattia.
Alle esequie vi è stata una grande partecipazione, compresi molti dei calciatori che hanno indossato la maglia blucerchiata durante la sua carriera, tra cui Roberto Mancini, Antonio Cassano e Francesco Flachi.